# Phaonia majuscula
Phaonia majuscula är en tvåvingeart som beskrevs av Fritz Isidore van Emden 1951. Phaonia majuscula ingår i släktet Phaonia och familjen husflugor. Inga underarter finns listade i Catalogue of Life.